# Asura toxodes
Asura toxodes là một loài bướm đêm thuộc phân họ Arctiinae, họ Erebidae.